# كانجي

كلمة الكانجي مكتوبة بالهيراغانا (يمين) وبالكانجي (يسار)

الكانجي (باليابانية: 漢字) هي الجزء الأصعب من اللغة اليابانية وخاصة للأجانب عليها. وتستخدم مع الهيراغانا والكاتاكانا في كتابة اللغة اليابانية.
وهي من أصل صيني استوردت في القرن الخامس ميلادي أثناء نقل الديانة البوذية إلى اليابان لأن اللغة اليابانية كانت لغة صوتية لكنهم أخذوا مقاطع الكانجي وأحدثوا عليها.

## التاريخ
قدمت الرموز الصينية إلى اليابان في بادئ الأمر عبر الأختام والسيوف والعملات المعدنية والمرايا وغيرها من البضائع المستوردة من الصين. في فترة حكم الإمبراطورة سويكو بدأ إرسال بعثات دبلوماسية كاملة إلى الصين مما نشأ عنها زيادة في معرفة القراءة والكتابة بالصينية في البلاط الياباني. في الوقت الذي استوردت فيه الرموز الصينية كان لايوجد نظام كتابي للغة اليابانية وكانت النصوص تكتب وتقرأ بالصينية فقط.
ظهرت فيما بعد طريقة تدعى كانبون والتي تستخدم النص الصيني مع علامات مميزة لتتيح للناطقين باليابانية قراءة الجمل الصينية عن طريق تغيير ترتيب الكلمات في الجملة وإضافة الأدوات ونهايات الأفعال انسجاما مع القواعد في اللغة اليابانية.
ظهر بعد ذلك نظام كتابي جديد يدعى مانيوغانا يستخدم بعض من الرموز الصينية للدلالة على صوتها لا على معناها. تطورت فيما بعد لتبسيط هذه الرموز إلى الهيراغانا التي كانت متاحة للنساء كي يتعلموها (حيث كانت تمنع النساء من التعليم العالي). أكثر الأعمال الأدبية النسائية لفترة هييان كانت مكتوبة بالهيراغانا. ظهرت الكاتاكانا بشكل مشابه على أيدي طلاب الأديرة الذين قاموا بتبسيط رموز المانيوغانا إلى أشكال أخرى. عرف نظامي الهيراغانا والكاتاكانا فيما بعد بالكانا.
في العصر الحديث يستخدم الكانجي لكتابة أقسام من اللغة كالأسماء وجذور الصفات وجذور الأفعال. أما الهيراغانا فيستعمل لكتابة نهاية الصفات والأفعال المصرفة. أما الكاتاكانا فتستخدم في كتابة الكلمات المستعارة غير اليابانية (باستثناء المستعارة من الصينية) وفي الكلمات التي تحاكي أصوات معينة وفي أسماء النباتات والحيوانات (مع بعض الأستثناءات) وفي التوكيد على كلمات محددة.

## القراءة
تقسم أشكال القراءة إلى:
- القراءة الصينية (音読み) وتلفظ (On'yomi): بعض الكانجي قدم من الصين في عصور مختلفة من مناطق شتى، لذلك قد نجد العديد من القراءات الصينية وأحيانا المعاني المتفاوتة للكانجي الواحد.
- القراءة اليابانية (訓読み) وتلفظ (Kun'yomi): وهي القراءة التي بنيت على اللفظ الخاص بمعنى الكانجي قبل قدومه من الصين. أي هي اللفظ الياباني لمعنى ما يطابق معنى الكانجي. كما في القراءة الصينية فقد يوجد قراءات يابانية مختلفة. أحيانا لاتوجد قراءة يابانية للكانجي.[5]

## قائمات الكانجي

هذه الصورة تحوي جميع كانجيات قائمة جويو.

بعد الحرب العالمية الثانية قامت الحكومة اليابانية بإصدار قوائم للكانجي بهدف تيسير الدراسة للأطفال وتبسيط استخدام الكانجي في الأدب والمطبوعات. وتعتبر هذه القوائم مجرد دليل مبسط حيث مايزال هناك الكثير من الكانجي يستخدم بشكل واسع ومعروف خارج هذه القوائم.

### قائمة الكانجي التدريسي (كيويكو)
(باليابانية 教育漢字) تحوي هذه القائمة على 1,006 كانجي تدرس للأطفال اليابانيين في المرحلة الابتدائية. العدد كان 881 كانجي حتى تمت زيادته عام 1981.

### قائمة الكانجي الدائم الاستخدام (جويو)
(باليابانية 常用漢字) تحوي هذه القائمة جميع كانجيات قائمة كيويكو بالإضافة إلى 1130 كانجي آخر تدرس في المرحلة الاعدادية والثانوية. نشرت هذه القائمة عام 1981 مستبدلة القائمة السابقة التي تحوي 1850 كانجي والمعروفة بقائمة الكانجي العام الاستخدام (تويو)(باليابانية 当用漢字) التي نشرت عام 1946. تحوي هذه القائمة في الأصل على 1945 كانجي ولكن في عام 2010 تم توسيعها إلى 2136 كانجي.

### قائمة الكانجي المستخدم في الأسماء الشخصية
منذ 27 سبتمبر 2004 احتوت هذه القائمة (باليابانية 人名用漢字) على 2928 كانجي، محتوية بذلك على جميع كانجيات قائمة جويو بالإضافة إلى 983 أخرى استخدمت في أسماء الأشخاص. كان هنالك 92 كانجي فقط عندما نشرت القائمة الأصلية في عام 1952. أحيانا يشير اسم القائمة إلى كل الـ 2928 كانجي، وأحيانا أخرى باحتوائها على الـ 983 فقط المستخدمة في كتابة الأسماء.

### الكانجي غير المصنف
وهي أي كانجي غير مصنف في القائمتين السابقتين.

## تصنيف الكانجي
بدأ أصل الكانجي بالشكل التصويري ثم تحول وتتطور إلى ماوصل إليه في الوقت الحاضر نتيجة الدمج والجمع للحروف المختلفة ومطابقة المعنى واللفظ. تم تصنيف الكانجي إلى 6 فئات ولكنه لم يعد كثير الاستخدام مؤخرا لأن بعض الفئات غير محددة بوضوح. تشير أول أربع فئات إلى التركيب البنيوي بينما تشير آخر فئتين إلى الاستخدام. مع ملاحظة أن ترجمة أسماء الفئات ليست حرفية ودقيقة.
1- رسم صوري (باليابانية: 象形文字): وهو رسم الأشياء كما هي أو في هيكل مبسط. كمثال الكانجي 木 يعني الشجرة والكانجي 目 للعين. وتعد الأشكال الحالية للكانجي مختلفة عن الأصل لما طرأ عليها من تطور لذلك يمكن ملاحظة التمثيل بشكل أوضح في الأشكال الأصلية الموجودة في النصوص القديمة. ولاتشكل هذه الفئة سوى نسبة ضئيلة من الكانجي الكلي المستخدم حاليا.
2- رسم فكري بسيط (باليابانية: 指事文字): وهي غالبا رسوم بسيطة تقدم مفهوم تجريدي. كمثال الكانجي 上 بمعنى فوق والكانجي 下 للأسفل والكانجي 三　تعني ثلاثة. هذه الفئة تمثل نسبة قليلة أيضا.
3- رسم فكري مركب (باليابانية: 会意文字): وهي عملية دمج وتركيب أكثر من كانجي لإنتاج معنى جديد شامل مشتق من معاني الكانجي المكونة. كمثال الكانجي 木 يعني شجرة وعندما يتم تكريره 森　يصبح بمعنى غابة. وعندما يتم دمج (日 الشمس) مع (月 القمر) ينتج كانجي 明 بمعنى مشرق أو واضح. هذه الفئة تمثل نسبة قليلة أيضا.
4- رموز فكرية-صوتية (باليابانية: 形声文字): وهي الفئة الأكبر في تصنيف الكانجي. تكون عادة من عنصرين يكون أحدهما (غالبا هو العنصر الأعلى أو الأيسر) ممثلا للتصنيف العام للمعنى والآخر (غالبا هو العنصر الأسفل أو الأيمن) للنطق أو المعنى والنطق.
5- رموز مشتقة (باليابانية: 転注文字): وهي أكثر الفئات إشكالية وذلك لأنها مبهمة. فهي قائمة على اشتقاق معنى جديد من المعنى الأصلي. كمثال الكانجي 楽 يعني الموسيقى ولكنه يستخدم بمعنى راحة لأن الموسيقى تريح الأعصاب.
6- اقتراض صوتي (باليابانية: 仮借文字): وفيها يتم استخدام كانجي ما بعيدا عن الاستخدام الأصلي بسبب تشابه لفظه مع لفظ المعنى الجديد. تستخدم عادة في الكلمات الدخيلة على اللغة اليابانية. كمثال 亜米利加 بمعنى أمريكا و倫敦 بمعنى لندن.

## عدد الكانجي
ويبلغ عدد مقاطع الكانجي 50,000 حرف ولكن المستخدم منها بعد الحرب العالمية الثانية اختصرت وأصبحت 1850 حرف.

## رموز متعلقة
علامة التكرير (々) تشير إلى أن الكانجي السابق لها أعيد تكراره وتنطق بنفس ماسبقها. كمثال 色々 (إرو إرو «مختلف») و時々 (توكي دوكي «بعض الأحيان»). كما تظهر هذه العلامة في أسماء الأماكن والأشخاص كما في اسم العائلة ساساكي (佐々木). هذه العلامة نسخة مبسطة من الكانجي 仝 (نفسه، مثله)

## طريقة الكتابة
الكانجي الواحد يكتب بترتيب محدد كما يلي:
1. من اليسار إلى اليمين ومن الأعلى إلى الأسفل.
2. الأفقي قبل العمودي القاطع له. 
3. الخط الطولي المنصف اخر مايكون. 
4. الخط المائل من اليمين إلى اليسار قبل الخط المائل من اليسار إلى اليمين. 
5. الخط المركزي قبل الأطراف في الأشكال المتناظرة عموديا. 
6.الخط اليساري العمودي قبل الإغلاق بالخط السفلي. يرسم اولا الخط العمودي اليساري (|) ثم يرسم الخط العلوي واليميني (┐) ثم يتم اغلاقة بالخط السفلي.
7. التطويق قبل المحتويات.  حيث يتم رسم التطويق الخارجي قبل المحتويات الداخلية. الإغلاق بالخط السفلي يتم كخطوة أخيرة إن وجد. وفي بعض الأحيان يتم التطويق بدون الخط السفلي كما في 同 و月 .
8. التطويق السفلي في النهاية.  عادة يتم رسم مكونات التطويق السفلى في النهاية كما في 道، 建، 凶 .
9. النقط في النهاية. 

## دراسة الكانجي
يتعلم أطفال المدارس الابتدائية في اليابان 1006 كانجي قبل نهاية الصف السادس (قائمة كيويكو). يتم تعلم حوالي ألف أخرى حتى الصف التاسع.
توفر الحكومة اليابانية اختبار الكفاءة في الكانجي الياباني الذي يختبر القابلية في قراءة وكتابة الكانجي. المستوى الأعلى للاختبار يتطلب معرفة حوالي 6000 كانجي.
تصنف قواميس الكانجي بعدة طرق، منها التصنيف بحسب عدد الخطوط المكونة للكانجي، فأبسطها مكون من خط وحيد (一) (إيتشي = واحد) وأعقدها يصل إلى 23 خط.

## انظر ايضاً
- يوم الكانجي
- كانجي الاستخدام الشائع
- اختبار الكفاءة في اللغة اليابانية
- لغة يابانية
- هيراغانا
- كاتاكانا
- ألفاظ الاحترام اليابانية

## وصلات خارجية
قاموس ريوكاي ياباني عربي - عربي ياباني